# Arina Tanemura
Arina Tanemura, född 12 mars 1978, japansk mangatecknare. Hon har bland annat tecknat och författat ION, Kamikaze Kaito Jeanne, Time Stranger Kyoko, Full moon wo sagashite och Shinshi Domuei Cross.
Hennes första manga (ION) är en bok lång. Time Stranger Kyoko var planerad längre än till de slutliga tre böckerna. De längsta serierna är Full Moon wo sagashite och Kamikaze Kaito Jeanne som är hela 7 volymer långa. Kamikaze Kaito Jeanne och Full Moon wo sagashite  finns även som anime.
Hon har även skapat andra verk, så som den nyligen avslutade Gentlemens Cross Alliance och ett album av hennes samlade verk som nybliven mangatecknare Short-Tempered Melancholic. Det finns ytterligare serier som dock ännu bara ges ut i Japan.
Tanemura är en typisk shōjo-mangaka, där hjältinnorna alltid är kvinnor som förälskar sig och gör allt för att få sin kärlek att nå fram. Ett av hennes första verk, Full moon wo sagashite, handlar om tragisk kärlek. Emellertid lämnade hon det temat ganska snart, och princip alla hennes andra serier handlar om glädje.

## Verk
- ION (イ·オ·ン)
- Kamikaze Kaito Jeanne (神風怪盗ジャンヌ)
- Time Stranger Kyoko (時空異邦人KYOKO)
- Full moon wo sagashite (満月をさがして)
- Shinshi domuei cross (紳士同盟†)
- Kanshakudama no yuutsu (かんしゃく玉のゆううつ)
- Komaki x kusame special
- Shoujo Eve ringo jikake no 24 ji
- Umi no chikyuugi nocturn
- Zettai kakusei tenshi mistress fortune (絶対覚醒天使ミストレス·フォーチュン)
- Sakura Hime Kaden (桜姫華伝)